# Zarabes
Ne doit pas être confondu avec Mozarabe.
 (avril 2013).
Si vous disposez d'ouvrages ou d'articles de référence ou si vous connaissez des sites web de qualité traitant du thème abordé ici, merci de compléter l'article en donnant les références utiles à sa vérifiabilité et en les liant à la section « Notes et références ».
Zarab (variantes : Zarab ou Z'arabe) est le nom donné aux Réunionnais et aux Mauriciens de la communauté musulmane originaire du sous-continent indien et plus spécifiquement du Gujarat.  Les Zarabes sont musulmans sunnites, d’obédience hanafite et rattachés à l'école de Déoband en Inde. Cette communauté a préservé bon nombre de ses traditions.

## Terminologie
Le terme provient du créole réunionnais et de la confusion entre « Arabes » et religion musulmane. Ces Indiens musulmans ont été qualifiés d'Arabes vraisemblablement pour plusieurs raisons. D'une part à cause de leur religion, la communauté créole à l'époque de l'arrivée des premiers musulmans d'origine indienne était peu au fait des réalités géopolitiques.  Une seconde confusion conduisit à l'assimilation entre musulmans et Arabes. Par conséquent, les « Zarabes » sont tous musulmans et dans leur majorité sunnites.
Par extension, le mot désigne souvent l’ensemble des musulmans des îles de La Réunion, de Maurice et de Madagascar, quelle que soit leur origine géographique, mais aussi l’ensemble des personnes ayant des traits proches des musulmans d'origine indienne. Le terme de « zarab » est peu courant à l’île Maurice, où l'on trouve également une forte communauté d'origine indo-musulmane. Là-bas on les nomme « Laskar », déformation de l'ourdou « Lashkar ».

## Histoire
Les indo-musulmans d'origine goujeratie se sont établis à La Réunion à partir du milieu du XIXe siècle. Mais dès l’abolition de l'esclavage en 1848, la colonie a recruté en Inde du Sud, principalement dans le Tamil Nadu, dans l'Andhra et plus rarement au Kerala, des engagés. Si ces engagés étaient majoritairement hindous, une bonne part d'entre eux étaient musulmans, comme l'attestent les noms de famille dans les archives. Cependant les musulmans du Sud de l'Inde de cette première vague, du fait de leur proximité linguistique et culturelle avec leurs compatriotes hindous, furent absorbés dans la masse hindoue, et perdirent leur foi. Ces Indiens originaires du Sud de l'Inde sont appelés malbars à La Réunion.
Les musulmans indiens goujeratis (de l'État du Gujarat, à l'ouest de l'Inde) vinrent donc plus tard. Ils sont surnommés les zarabEs. Les zarabes vinrent à La Réunion, de leur plein gré, établir un flux commercial régulier avec l'île Maurice et surtout La Réunion. Sur place, ils fondèrent des commerces, surtout dans le non-alimentaire (tissus, chaussures, construction, vêtements, etc). Leur entreprise connut un certain succès et le développement économique de la communauté fut rapide. Symbole de leur acceptation par le reste de la population, ils firent inaugurer dès 1905 à Saint-Denis une première mosquée appelée Noor-e-Islam, la première jamais construite sur le sol français (hormis les départements d'Algérie). L'immigration d'origine indienne cessa dans les années 1960. La Réunion fut longtemps le seul département français à posséder une médersa franco-musulmane.
Une partie des émigrés indo-musulmans, majoritairement chiite celle-là, s'est installée à Madagascar, où on les nomme Karanes. Beaucoup de ses membres durent quitter la grande île quand la guerre d’indépendance éclata. Une partie de cette communauté indo-musulmane chiite s'installa à La Réunion.
En octobre 2010, le conseil municipal de Saint-Denis a débaptisé la rue de l’Est pour lui donner le nom d’« Issop Ravate », le fondateur de la holding du même nom décédé en 2004. Ce bâtisseur réunionnais est une des plus grandes figures contemporaines de la communauté indo-musulmane de l’île. Un choix que revendiquent fièrement le maire de Saint-Denis et tous les habitants de la ville.

## Artistes
Un certain nombre d'artistes zarab (terme le plus usité, conforme à la graphie créole réunionnaise) émergent ces dernières années : Soleiman Badat (dessinateur, peintre), Ibrahim Mulin (photographe), Abbass Mulla (écrivain et conteur), Idriss Mourouvaye (peintre), etc.